# クストゥル
クストゥル (ロシア語: Кустур; サハ語: Кустуур)とは、ロシア連邦サハ共和国エヴェノ＝ビタンタイ民族地区にある村。人口は722人（2017年）。